# Батарівка (зупинний пункт)
Батарівка — зупинний пункт, розташований на лінії Львів — Гребенне, між станціями Клепарів (2 км) та Рясна (1,2 км).

## Сполучення
| Приміські потяги |                     |                          |                    |
| №                | Маршрут сполучення  | Періодичність курсування | Проміжні станції   |
| 6001/6002        | Львів — Рава-Руська | Щоденно                  | Брюховичі, Куликів |

У лютому 2018 року через ремонтні роботи на дільниці Сапіжанка — Червоноград тут тимчасово зупинявся дизель Ковель — Львів.

## Історія
Була відкрита у 1887 році.
В XX столітті провели електрифікацію ділянки Львів — Брюховичі.